# Quế Mẫn Hải
Quế Mẫn Hải (Gui Minhai; sinh ngày 5 tháng 5 năm 1964 ), còn được gọi là Michael Gui, là một học giả và nhà xuất bản sách người Thụy Điển gốc Hoa. Ông là một tác giả viết rất nhiều những cuốn sách về chính trị và nhân vật chính trị Trung Quốc; ông Hải là tác giả của khoảng 200 cuốn sách trong sự nghiệp mười năm của mình dưới bút danh Ah Hai. và là một trong ba cổ đông của nhà sách Causeway Bay Books tại Hồng Kông.
Ông Hải bị mất tích ở Thái Lan vào cuối năm 2015, là một trong năm người đàn ông đã biến mất trong một chuỗi sự cố được gọi là vụ mất tích của nhà sách Causeway Bay Books. Vụ việc này đã gây ra nỗi sợ hãi ở địa phương và ở Anh Quốc về sự sụp đổ của chính sách " một quốc gia, hai hệ thống ", về khả năng mọi người có thể bị bắt cóc hoặc dẫn độ từ Hồng Kông và từ các quốc gia khác sang Trung Quốc. Chính phủ Trung Quốc đã im lặng về việc giam giữ ông ta trong ba tháng, tại thời điểm đó, một video nhận tội gây tranh cãi được phát trên phương tiện truyền thông đại lục. Trong đó, ông Hải nói rằng ông ta đã trở về Trung Quốc đại lục và tự ý ra đầu hàng nhà cầm quyền. Ông dường như cho thấy đã chuẩn bị chấp nhận theo tiến trình công lý ở Trung Quốc, trong khi từ bỏ sự bảo vệ với tư cách một công dân Thụy Điển.
Nhiều nhà quan sát bày tỏ nghi ngờ về sự chân thành và đáng tin cậy trong lời thú nhận của ông Hải. Washington Post mô tả câu chuyện kể là "lộn xộn và không mạch lạc, pha trộn thực tế có thể với những gì có vẻ giống như hư cấu hoàn toàn". Truyền thông nhà nước Trung Quốc cho biết vào cuối tháng 2 năm 2016 rằng ông Hải đang bị giam giữ vì "hoạt động kinh doanh bất hợp pháp". Ông bị cáo buộc đã có những cuốn sách được phân phối có chủ ý không được cơ quan báo chí và xuất bản của Trung Quốc phê duyệt kể từ tháng 10 năm 2014. Mặc dù ông Hải đã được thả ra khỏi nhà tù vào tháng 10 năm 2017, một lần nữa ông ta bị bắt cóc bởi một nhóm đàn ông mặc thường phục - bị nghi ngờ là nhân viên an ninh nhà nước - vào tháng 1 năm 2018 khi đang trên đường đến Bắc Kinh để khám bệnh. Ngay sau đó, trong khi bị giam giữ vì vi phạm luật không xác định, ông một lần nữa thú nhận, tố cáo các chính trị gia Thụy Điển đã xúi giục ông rời khỏi đất nước và "sử dụng ông như một quân cờ".
Quế Mẫn Hải hiện vẫn bị giam giữ ở China. (tháng 12 năm 2019) 

## Tiểu sử
Sinh ra ở Ninh Ba năm 1964, Quế Mẫn Hải tốt nghiệp Đại học Bắc Kinh với bằng cử nhân sử học năm 1985. Ông Hải từng là biên tập viên cho nhà xuất bản Giáo dục Nhân dân cho đến năm 1988, khi ông tới Thụy Điển và đăng ký vào một chương trình tiến sĩ tại Đại học Gothenburg. Sau cuộc Vụ thảm sát Thiên An Môn năm 1989, ông ta có được quyền cư trú ở Thụy Điển, và sau đó trở thành công dân Thụy Điển, và từ bỏ quốc tịch Trung Quốc. Theo con gái ông, ông bị thu hút bởi vẻ đẹp của đất nước chấp nhận cho ông cư trú và sự tự do mà ông cảm thấy khi sống ở đó. Ông Hải lấy bằng tiến sĩ năm 1996. Vợ của ông cũng đã nhập tịch Thụy Điển; Con gái của hai người sinh năm 1994. Ông Hải trở về Trung Quốc vào năm 1999 và lập một công ty con ở Ninh Ba cho một công ty Thụy Điển có tên tiếng Trung là Tangyou, cung cấp các sản phẩm lọc không khí. Gui là CEO và thành viên hội đồng quản trị.

## Sự nghiệp xuất bản

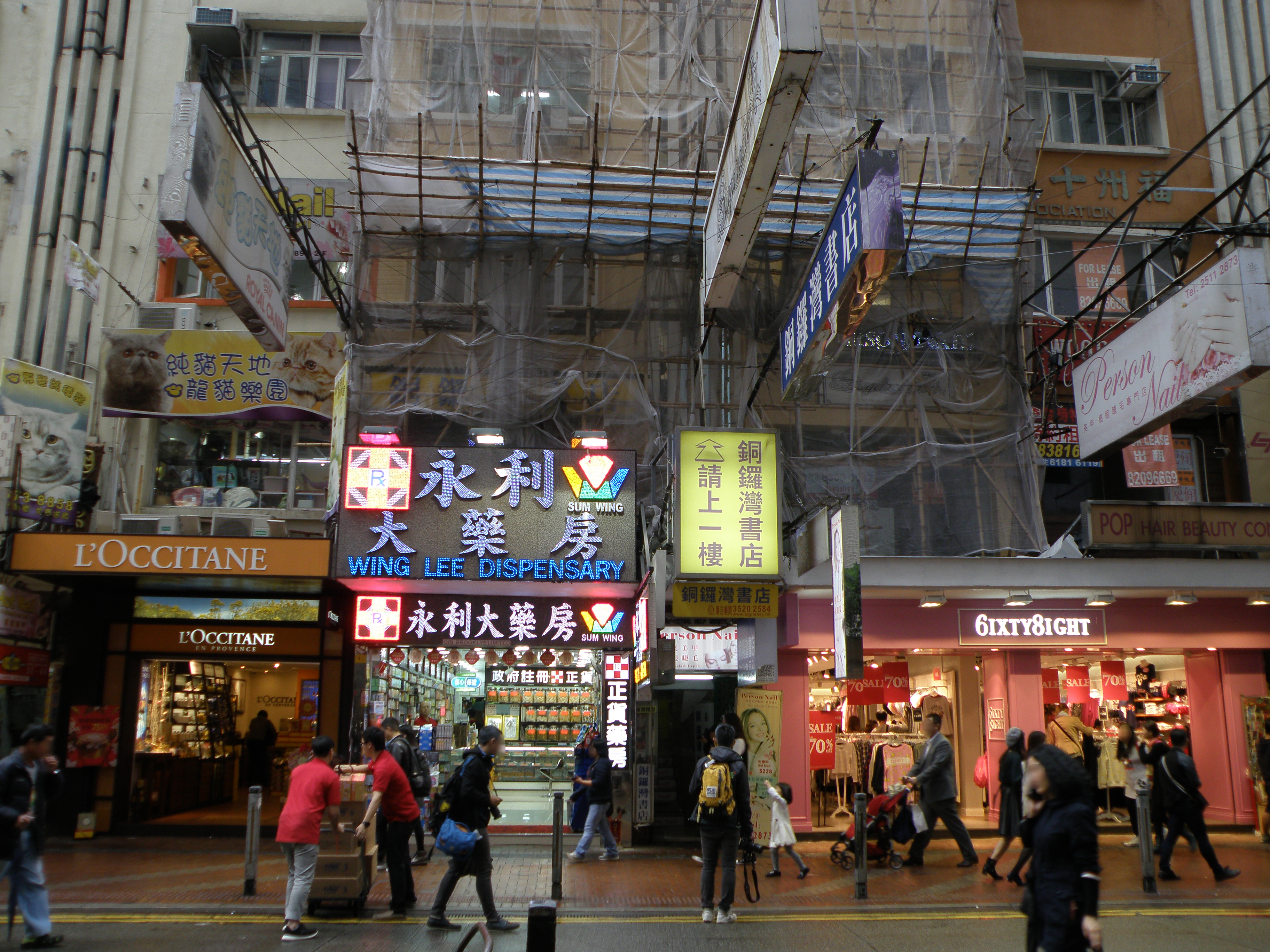
Nhà sách Causeway Bay ở Causeway Bay, Hong Kong; 3 tháng Giêng 2016

Kể từ năm 2006, Quế Mẫn Hải sang sống ở Hongkong và thành lập ở đó một số nhà xuất bản tập trung vào chính trị Trung Quốc. Ông Hải gia nhập hiệp hội P.E.N. Quốc tế, qua đó ông trở nên quen thuộc với các văn bút từ PEN International Hong Kong. Năm 2013, Quế Mẫn Hải, Lee Bo và Lui Bo đã thành lập Mighty Current Media  (còn gọi là Sage Communications), một công ty Hồng Kông chuyên xuất bản và phân phối sách về những tin đồn chính trị về các chính trị gia hàng đầu ở Trung Quốc. Gui và Lee Bo mỗi người sở hữu 34 % cổ phần (cổ phần của Lee Bos vợ anh ta, Sophie Choi, đứng tên) và Lui Bo sở hữu 32 % còn lại. Vào năm 2014, công ty đã mua lại Causeway Bay Books, một cửa hàng sách trên lầu ở khu vực sầm uất của Hồng Kông.

## Tranh cãi
- Năm 2019, Gui đã được trao giải thưởng Tucholsky bởi PEN Thụy Điển (Svenska PEN).[32] Đại sứ quán Trung Quốc tại Thụy Điển công khai chỉ trích giải thưởng cho "một tên tội phạm [sic] đã phạm tội nghiêm trọng ở cả Trung Quốc và Thụy Điển", và đe dọa là sẽ có " hậu quả xấu ". Đại sứ quán cũng phản đối sự tham dự của Bộ trưởng Văn hóa Amanda Lind tại buổi lễ, nói rằng Lind sẽ là persona non grata ở Trung Quốc nếu bà ta tham dự.[33]